# Hans-Wolf Friedrich
Hans-Wolf Friedrich (* 13. Januar 1942 in Halberstadt; † 17. April 2015) war ein deutscher Jurist und Richter am Bundesarbeitsgericht. 

## Leben und Wirken
Als Kind floh Friedrich mit seinen Eltern vor der Roten Armee nach Westen. In Bad Pyrmont legte er sein Abitur ab und studierte anschließend Rechtswissenschaften an den Universitäten Berlin, Freiburg und Göttingen. 1966 legte er sein Erstes Juristisches Staatsexamen ab, 1972 das abschließende Zweite Staatsexamen. 1973 trat er in den Justizdienst des Landes Baden-Württemberg ein und wurde 1975 zum Richter auf Lebenszeit ernannt. 1976 wurde er von der Universität Göttingen mit der Schrift Probleme der Rückabwicklung bei der Wandlung von Kauf-, Lieferungskauf-, Werklieferungs- und Werkverträgen unter Einbeziehung des österreichischen und schweizerischen Rechts unter besonderer Berücksichtigung der Rechtsprechung zum Dr. iur. promoviert.
1994 wurde Friedrich zum Richter am Bundesarbeitsgericht ernannt und vollzog mit diesem Gericht 1999 den Wechsel von Kassel nach Erfurt. Er gehörte zunächst dem Vierten Senat und seit März 2005 dem Sechsten Senat an. Mit Ablauf des 31. Januar 2007 wurde er mit Erreichen der Altersgrenze in den Ruhestand versetzt.
Neben seiner richterlichen Tätigkeit widmete sich Friedrich auch der Lehre. Nach Lehrtätigkeiten an der Universität Göttingen und der Hochschule der Bundesanstalt für Arbeit in Mannheim wurde er 2004 von der Technischen Universität Clausthal zum Honorarprofessor ernannt, wo er bereits seit 1996 Vorlesungen zum Arbeitsrecht gehalten hatte. Außerdem war er Mitautor eines periodisch erscheinenden Kommentarwerkes zum Kündigungsschutzrecht und eines Kommentars zum Arbeitsgerichtsgesetz sowie Vorsitzender Richter der Zweiten Kammer des Verwaltungsgerichtes der Evangelischen Kirchen in Deutschland.